# Orchis conique
Neotinea tridentata 'subsp.' conica
Sous-espèce
Classification phylogénétique
L'orchis conique (Neotinea tridentata subsp. conica) est une sous-espèce du genre Neotinea, dans la famille des Orchidaceae.
C'est une espèce de floraison précoce (février à avril) que l'on rencontre dans des milieux de pelouses, garrigues et bois clairs dans le bassin méditerranéen occidental.

## Synonymes
- Orchis conica Willd., (1805). Basionyme
- Orchis tridentata subsp. conica (Willd.) O.Bolòs & Vigo
- Neotinea conica (Willd.) R.M.Bateman
- Orchis lactea subsp. conica (Willd.) Kreutz
- Orchis lactea var. conica (Willd.) H.Baumann & R.Lorenz